# Liberto Sarrau Royes
Liberto Sarrau Royes (Fraga, 15 de junio de 1920 – París, 27 de octubre de 2001) fue un anarcosindicalista y luchador antifranquista español.

## Biografía
Hijo del minero Antonio Sarrau (1893-1939), que tras un accidente laboral se trasladó con su familia a Barcelona, donde se hace miembro de la CNT, lo que implica su despido del trabajo y la apertura de un quiosco de prensa para subsistir.
Liberto aprendió a leer con los periódicos y ya el 15 de abril de 1932 publicó un artículo en la sección «Tribuna Infantil» del periódico Solidaridad Humana. Estudió, junto con Abel Paz y Diego Camacho Escámez, en la escuela racionalista Natura —también llamada La Farigola— de Joan Puig i Elias, del sindicato textil de la CNT. En aquellos años escribió dos folletos publicados en la colección «Novela Ideal» en 1937: Juanillo el abandonado y Rebeldía vivida. En 1936 ingresó en las Juventudes Libertarias del barrio de Gracia y publicó en su órgano, Ruta. En 1937 participó en el grupo «Quijotes del Ideal» y durante los primeros años de la Guerra Civil trabajó en una colectividad agrícola en Cerviá (Lérida), con Abel Paz y Víctor García, hasta que tuvo suficiente edad para ingresar en la 26.ª División del Ejército Popular, la antigua columna Durruti.
Al acabar la guerra huyó a Francia, donde pasó por los campos de concentración de Saint-Cyprien, Le Barcarès y Agda, mientras que su padre era ejecutado en Montjuic.
En 1941 fue reclutado como trabajador forzado por la Organización Todt, con muchos otros exiliados extranjeros que vivían en Francia y que construyeron la muralla defensiva atlántica. Sarrau huyó, entró en España con Abel Paz en 1942 y consiguió llegar a Casablanca vía Portugal. En el norte de África, escribió Inquietudes Libertarias y Libre Examen, en Orán, y Solidaridad Obrera, en Argel (Argelia francesa). Con la liberación de Francia volvió a colaborar con diversas publicaciones anarquistas y de las Juventudes Libertarias, y ocupó cargos de importancia en el seno del comité nacional. En agosto de 1946 volvió a España con su compañera, Joaquina Dorado Pita, para organizar el movimiento de resistencia, formando en Barcelona el grupo «3 de mayo» con Raúl Carballeira. En Madrid participó en la reestructuración del Comité Peninsular de la Federación Ibérica de Juventudes Libertarias (FIJL). Después de una breve estancia en Francia, volvió a la Península el 1 de marzo de 1947 para iniciar el Movimiento Libertario de Resistencia (MLR).  
Durante el segundo congreso de la CNT en el exilio de octubre de 1947 en Toulouse, fue destituido de su cargo como delegado en España del movimiento en el exilio debido a unas divergencias sobre como organizar la lucha clandestina en el interior. El 24 de febrero fue detenido, torturado y encarcelado por la policía española, pero salió libre por una enfermedad pulmonar; escondido con su compañera, de camino a Francia, son detenidos de nuevo en Ripoll en 1949. Fue juzgado en agosto de 1952 y fue condenado a 20 y un día. El 2 de abril de 1957, en un movimiento de prostesta de los prisioneros, fue transferido de la prisión de San Miguel de los Reyes con los cenetistas Manuel Fornés y Enrico Marcos, y los comunistas José Ribas y Victoriano Sánchez al Penal de Burgos, mientras que el libertario Joaquin Pueyo Moreno fue enviado al Penal del Dueso.
Salió del penal de Burgos en libertad provisional el 12 de marzo de 1958 y se marchó a Francia. Allí, en 1959, asistió al pleno de Vierzon en el que se organizaba el Movimiento de Resistencia Popular (1959-1965), que confirmó la pérdida de fuerza revolucionaria de los círculos de exiliados. Mientras que trabajaba para la UNESCO como traductor y corrector, siguió colaborando con la prensa libertaria —Ideas-Orto, Solidaridad Obrera, Umbral, de París; A Batalha, de Lisboa, etc.— mientras militaba en la CNT de Francia.
A finales de la década de 1980 fundó la Asociación Cultural y Ecologista Natura (ACEN), con la intención de crear un centro de educación libertaria, para lo que intentó sin éxito comprar una masía de 30 hectáreas en los Pirineos catalanes en la que situar su escuela, Mundo Nuevo. En 1993 participó en el Debate Internacional de Anarquismo de Barcelona en las ponencias de educación. En 1997 participó en la película de Juan Gamero, Vivir la utopía. 
Liberto Sarrau Royes falleció el 27 de octubre de 2001 en París y por expreso deseo suyo fue incinerado en la intimidad en el cementerio de Père Lachaise. Su importante fondo documental —biblioteca, manuscritos, correspondencia, circulares, fulletos, fotografíes, películas...— fue donado al Instituto Internacional de Historia Social (IISH) de Ámsterdam.